# Robert Julien Billard de Veaux
Robert Julien Billard de Veaux, dit Alexandre, né le 22 novembre 1773 à Ambrières-les-Vallées, décédé le 14 janvier 1846 à Paris 17e, était un chef chouan.

## Biographie
Noble mais pauvre, il est révolté par les vexations infligées à se famille au début de la Révolution française. En 1792, il délivre son frère de la prison de Laval et fait ses premières armes pendant la virée de Galerne, où il rejoint l'armée catholique et royale.
Il quitte les Vendéens après la bataille du Mans et retourne dans son pays où il prend le commandement d'une petite bande dans le nord de la Mayenne et mène de petites actions. Il harcèle les révolutionnaires et impulse l'insurrection sur les confins de la Normandie.
En 1795, il passe sous les ordres de Louis de Frotté et prend la direction de la division d'Ambrières-les-Vallées. D'une activité incessante, bravant tous les dangers, il participe à tous les coups de main dans son territoire d'Ambrières, et à Mayenne et Ernée. Plusieurs fois blessé, toujours traqué, il pratique tous les métiers pour vivre.
Il refusa de signer la paix en 1796 et resta proscrit jusqu'en 1799, date de la reprise des hostilités. Sa famille est décimée, pendant qu'il échappe à toute recherche, et finalement se soumet en 1800. Réfugié en Angleterre, malgré une amnistie, il passe en Amérique, et revenu en France, il critique vivement le Premier Empire. La Restauration se montre réellement ingrate envers lui, et excite son opposition. Il est poursuivi pour un pseudo-complot, et ses réclamations, sa fureur, s'expriment tout au long des Mémoires ou Bréviaire du Vendéen (1832, 1838-1840). Gênant et insupportable aux gens de parti, il meurt dans la misère.

## Sources
- Mémoires de Billard de Veaux Tome I
- Mémoires de Billard de Veaux Tome II
- Mémoires de Billard de Veaux Tome III